# Islas Matsu
Las islas Matsu (chino tradicional: 馬祖列島 o 馬祖群島; pinyin: Mǎzǔ Lièdǎo o Mǎzǔ Qúndǎo) son un pequeño archipiélago de 19 islas e islotes en el estrecho de Taiwán, administrados como el Condado de Lienchiang, chino tradicional: 連江, Pinyin: Liánjiāng) dentro de la provincia de Fujian en la República de China. 
No todo lo que históricamente abarca el condado está bajo la soberanía de la República de China. La República Popular China controla la zona continental del condado y posee una administración separada, el Condado de Lienchang , del cual reclama las islas Matsu como parte de su territorio.

## Ubicación
El archipiélago se ubica a sólo 19 km de la China continental y a 190 km de la ciudad de Keelung en la isla de Taiwán. Abarca un área de 29,6 km² y se compone de cinco grandes islas: Nangan, Dongju, Xiju, Beigan y Dongyin. Se divide administrativamente en cuatro municipios: Nangan, Beigan, Dongyin y Juguang (del cual se componen Xiju y Dongju).

## Características
La población es de 9.755 habitantes (hacia diciembre de 2008), en donde el lenguaje más hablado es el dialecto fuzhou, un dialecto del Min Dong.

## Historia
La migración de personas desde el continente se inició durante la dinastía Yuan, específicamente de habitantes de Fujian. A comienzos de la dinastía Qing, fue sitio de asentamiento de piratas. Siendo parte de la provincia de Fujian nunca fue colonizado por el Imperio de Japón, como ocurrió con las islas de Taiwán y Penghu (desde 1895 hasta 1945) y Kinmen (1937 - 1945). Tras la retirada del Kuomintang en 1949, la República de China pudo mantener el control de las islas del condado de Lienchang.